# Station Lisowo
Station Lisowo is een spoorwegstation in de Poolse plaats Lisowo.